# Спектрум (стадион)
«Спектрум» (англ. Spectrum) — крытая арена в Филадельфии, штат Пенсильвания, США. Арена была открыта в сентябре 1967 года как часть спортивного комплекса Южной Филадельфии. После нескольких реконструкций, вместимость арены составила 18 168 мест для баскетбола и 17 380 мест для хоккея, футбола, мини-футбола и лакросса.
Последним мероприятием в «Спектруме» стал концерт Pearl Jam 31 октября 2009 года. Арена была снесена в период с ноября 2010 г. по май 2011 г.

## История
Первая современная крытая спортивная арена Филадельфии, открытая под названием «Спектрум» в сентябре 1967 года, была построена для того, чтобы стать домом для команды расширения НХЛ «Филадельфия Флайерз», а также для того, чтобы принять уже существующую команду НБА «Филадельфия Севенти Сиксерс». Здание стало вторым крупным спортивным объектом, построенным на южном конце Броуд-стрит, в районе, ранее известном как Ист-Лиг-Айленд-Парк, а теперь называемом просто Спортивным комплексом Южной Филадельфии.

## Названия
«Спектрум» (1967–1994), «Корстэйт Спектрум» (1994–1998), «Фёрст Юнион Спектрум» (1998–2003), «Ваковия Спектрум» (2003–2009);